# IC 3279
IC 3279 — галактика типу *2 (подвійна зірка) у сузір'ї Діва.
Цей об'єкт міститься в оригінальній редакції індексного каталогу.